# Aperture Tag
Aperture Tag: The Paint Gun Testing Initiative est un jeu vidéo de plates-formes et de réflexion en vue à la première personne de la franchise Portal, développé par Aperture Tag Team et publié sur Steam le 15 juillet 2014 (après avoir obtenu l'accord de Valve).
Initialement conçu comme un mod de Portal 2, le jeu en reprend l'univers, à la différence qu'on n'est plus équipé du traditionnel portal gun, mais d'un pistolet à peinture capable de projeter deux types de gel altérant les propriétés physiques de leur support. Il apporte également de nouveaux personnages, 27 salles, et propose un mode coopératif pourvu d'un éditeur de niveau.

## Système de jeu
Le joueur doit parcourir différentes salles de tests du laboratoire abandonné d'Aperture Science. Dans les deux premiers opus de la série, le joueur est équipé du portal gun, un pistolet permettant de placer des portails intercommunicants sur les surfaces prévues à cet effet. Ainsi, il peut progresser de plate-forme en plate-forme et atteindre la porte de sortie.
Dans Aperture Tag, le portal gun est remplacé par un pistolet à peinture (paint gun) qui permet de projeter deux types de gel sur les surfaces planes qui le permettent. Ces deux gels sont en fait issus du jeu Portal 2 : le premier, orange, est propulsif (il permet d'augmenter la vitesse de déplacement du joueur), et le second, bleu, est répulsif (il permet de faire rebondir le joueur). Dans Portal 2, ces deux gels étaient fournis par des tuyaux présents dans certaines salles. Dans Aperture Tag, ils peuvent être utilisés dans chaque niveau,. En outre, Aperture Tag utilise les tubes pneumatiques de Portal 2 pour transporter le joueur d'un niveau à l'autre,.

## Développement
Le concept de gels modifiant les propriétés physiques des surfaces est tiré du jeu Tag: The Power of Paint (l'équipe du projet a d'ailleurs été embauchée pour adapter ses mécaniques de gameplay à Portal 2). Lorsque ces nouveaux éléments sont annoncés pour Portal 2, Eugenio Roman, membre fondateur d'Aperture Tag Team, commence à réfléchir à une application des concepts de Tag. Après avoir joué à Portal 2, il a envie de pousser l'idée plus loin, en adaptant le paint gun présent dans Tag (le modèle de paint gun présent dans le jeu sera toutefois conçu par un autre moddeur de la communauté, qui aura accepté sa réutilisation). Après quelques modifications, il l'intègre à sa propre map.
Puis, après avoir assisté à un bêta fermée du projet Perpetual Testing Initiative, Eugenio Roman demande à des employés de Valve si une extension relative au mécanisme du paint gun était prévue. Ceux-ci lui répondent qu'un fichier weapon_paintgun est bien présent dans le jeu, mais qu'il a été abandonné. Après une visite chez Valve en 2013, le développeur décide finalement de créer un mod complet au lieu d'une suite de niveaux additionnels.

### Bande-son
La bande-son du jeu est composée par Harry101UK et Christopher McEvoy, et elle comprend notamment la chanson All These Walls d'Abarax. La plupart des pistes sont des remix de thèmes musicaux déjà présents dans Portal 2.

## Accueil
Selon ValveTime, « [Aperture Tag]>> rend bien, est agréable à jouer, et dure 2 à 3 heures. D'où un bon rapport qualité-prix ». Le site salue entre autres le design de l'environnement et la conception des niveaux, la variété du gameplay et ses mécaniques, la bande-son et l'ampleur des niveaux qui n'affecte pas les performances. Il critique néanmoins le rythme de l'histoire et les dialogues tombant souvent à plat.
PC Gamer attribue au jeu la note de 58/100, expliquant qu'il « manque d'équilibre et finit par être répétitif, mais apporte une poignée de bons casse-tête si l'on est prêt à sortir le porte-monnaie ».
Globalement, les utilisateurs de Steam relèvent que le jeu souffre « d'un scénario mal écrit, d'un doublage au rabais et d'un manque de finitions ». Certains ont également critiqué le fait qu'un mod officialisé soit vendu à 7 $ au lieu d'être gratuit,.